# Arroyo de Soto
El arroyo de Soto es un curso de agua uruguayo que atraviesa el departamento de  Paysandú perteneciente a la cuenca hidrográfica del Río de la Plata.
Nace en la Cuchilla del Queguay y desemboca en la río Queguay Grande tras recorrer alrededor de  34 km.